# Potu
Potu er en landsby og kommune i Goychay Rayon, Aserbajdsjan. Det har en befolkning på 3.567. Kommunen består af landsbyerne Potu, Kürd og Ulaşlı Şıxlı.
40°36′49″N 47°44′43″Ø / 40.6136°N 47.7453°Ø